# 北緯5度線
北緯5度線（ほくい5どせん）は、地球の赤道面より北に地理緯度にして5度の角度を成す緯線。大西洋、アフリカ、インド洋、南アジア、東南アジア、太平洋、南アメリカを通過する。
この緯度の下では、夏至点時の可照時間は12時間25分で、冬至点時は11時間50分である。
太平洋は、北緯5度線上で最も広い海域になる（約19,300km）。

## 通過する地域一覧
北緯5度線は、本初子午線から東に向かって以下の場所を通っている。
| 地理座標                                             | 国土・領土・領海 | 備考 |
| ---------------------------------------------------- | ---------------- | --- |
| 北緯5度0分 東経0度0分 / 北緯5.000度 東経0.000度      | 大西洋           | ベニン湾 |
| 北緯5度0分 東経5度26分 / 北緯5.000度 東経5.433度     | ナイジェリア     | |
| 北緯5度0分 東経8度41分 / 北緯5.000度 東経8.683度     | カメルーン       | |
| 北緯5度0分 東経14度41分 / 北緯5.000度 東経14.683度   | 中央アフリカ     | |
| 北緯5度0分 東経19度14分 / 北緯5.000度 東経19.233度   | コンゴ民主共和国 | |
| 北緯5度0分 東経19度53分 / 北緯5.000度 東経19.883度   | 中央アフリカ     | |
| 北緯5度0分 東経24度18分 / 北緯5.000度 東経24.300度   | コンゴ民主共和国 | |
| 北緯5度0分 東経24度38分 / 北緯5.000度 東経24.633度   | 中央アフリカ     | |
| 北緯5度0分 東経25度8分 / 北緯5.000度 東経25.133度    | コンゴ民主共和国 | |
| 北緯5度0分 東経27度29分 / 北緯5.000度 東経27.483度   | 南スーダン       | |
| 北緯5度0分 東経35度49分 / 北緯5.000度 東経35.817度   | エチオピア       | |
| 北緯5度0分 東経45度3分 / 北緯5.000度 東経45.050度    | ソマリア         | |
| 北緯5度0分 東経48度16分 / 北緯5.000度 東経48.267度   | インド洋         | 南マールホスマズル環礁とホースバー環礁（共に モルディブ）の間を通過。 カーシドー島（ モルディブ）のちょうど北を通過。 |
| 北緯5度0分 東経95度21分 / 北緯5.000度 東経95.350度   | インドネシア     | スマトラ島 |
| 北緯5度0分 東経97度44分 / 北緯5.000度 東経97.733度   | マラッカ海峡     | |
| 北緯5度0分 東経100度24分 / 北緯5.000度 東経100.400度 | マレーシア       | マラッカ海峡 |
| 北緯5度0分 東経103度19分 / 北緯5.000度 東経103.317度 | 南シナ海         | |
| 北緯5度0分 東経114度55分 / 北緯5.000度 東経114.917度 | ブルネイ         | ボルネオ島上を通過。 |
| 北緯5度0分 東経115度7分 / 北緯5.000度 東経115.117度  | ブルネイ湾       | |
| 北緯5度0分 東経115度27分 / 北緯5.000度 東経115.450度 | マレーシア       | サバ州 - ボルネオ島 |
| 北緯5度0分 東経118度52分 / 北緯5.000度 東経118.867度 | セレベス海       | シブツ島（ フィリピン）のちょうど北を通過。 ボンガオ島とシムヌル島（共に フィリピン）の間を通過。 |
| 北緯5度0分 東経120度0分 / 北緯5.000度 東経120.000度  | フィリピン       | ビラタン島 |
| 北緯5度0分 東経120度1分 / 北緯5.000度 東経120.017度  | セレベス海       | バナラン島とマンタブアン島（共に フィリピン）のちょうど南を通過。 |
| 北緯5度0分 東経125度23分 / 北緯5.000度 東経125.383度 | 太平洋           | ソンソロール州とプロアンナ州（共に パラオ）の間の島々を通過。 サタワン環礁及びコスラエ州（共に ミクロネシア連邦）のちょうど南を通過。 ナモリック環礁とエボン環礁（共に マーシャル諸島）の間を通過。 テライナ環礁（ キリバス）のちょうど北を通過。 ココ島（ コスタリカ）のちょうど南を通過。 |
| 北緯5度0分 西経77度22分 / 北緯5.000度 西経77.367度   | コロンビア       | |
| 北緯5度0分 西経67度48分 / 北緯5.000度 西経67.800度   | ベネズエラ       | |
| 北緯5度0分 西経60度35分 / 北緯5.000度 西経60.583度   | ブラジル         | ロライマ州 |
| 北緯5度0分 西経59度59分 / 北緯5.000度 西経59.983度   | 係争地域         | ガイアナによって実効支配されているが、 ベネズエラが領有権を主張している地域。 |
| 北緯5度0分 西経58度50分 / 北緯5.000度 西経58.833度   | ガイアナ         | |
| 北緯5度0分 西経57度42分 / 北緯5.000度 西経57.700度   | スリナム         | 約7km |
| 北緯5度0分 西経57度38分 / 北緯5.000度 西経57.633度   | ガイアナ         | 約6km |
| 北緯5度0分 西経57度34分 / 北緯5.000度 西経57.567度   | スリナム         | 約8km |
| 北緯5度0分 西経57度30分 / 北緯5.000度 西経57.500度   | ガイアナ         | 約12km |
| 北緯5度0分 西経57度24分 / 北緯5.000度 西経57.400度   | スリナム         | |
| 北緯5度0分 西経54度26分 / 北緯5.000度 西経54.433度   | フランス         | フランス領ギアナ |
| 北緯5度0分 西経52度25分 / 北緯5.000度 西経52.417度   | 大西洋           | |
| 北緯5度0分 西経9度2分 / 北緯5.000度 西経9.033度      | リベリア         | |
| 北緯5度0分 西経7度32分 / 北緯5.000度 西経7.533度     | コートジボワール | |
| 北緯5度0分 西経5度56分 / 北緯5.000度 西経5.933度     | 大西洋           | ギニア湾 |
| 北緯5度0分 西経2度40分 / 北緯5.000度 西経2.667度     | ガーナ           | |
| 北緯5度0分 西経1度38分 / 北緯5.000度 西経1.633度     | 大西洋           | ベニン湾 |